# William Hamilton, 2. Duke of Hamilton

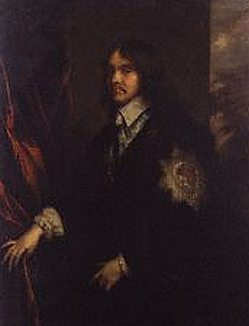
William Hamilton
Gemälde von Adriaen Hanneman

William Hamilton, 2. Duke of Hamilton (* 1616; † 12. September 1651) war ein schottischer Adeliger, der während der Kriege der drei Königreiche sowohl Royalisten als auch Presbyterianer unterstützte.

## Leben

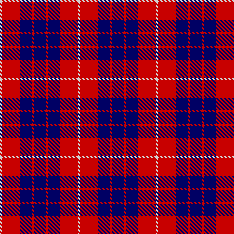
Tartan der Familie Hamilton

William war der zweite Sohn des James Hamilton, 2. Marquess of Hamilton und dessen Frau Anne Cunningham. Er wurde 1639 zum Earl of Lanark erhoben und wurde bereits im nächsten Jahr Staatssekretär in Schottland. Der „Zustimmung“ (concurrence) zu seinem Bruder, dem Duke of Hamilton, beschuldigt und 1643 auf Befehl des Königs Karl I. verhaftet, konnte er fliehen und versöhnte sich vorübergehend der presbyterianischen Partei.
Nachdem er auf der Seite der Covenanter an der Schlacht von Kilsyth teilgenommen hatte, suchte er im Auftrag des schottischen committee of estates Karl I. in Newcastle 1646 auf und versuchte vergeblich, den König zur Etablierung des Presbyterianerismus in England zu bewegen. Am 26. September 1647 unterzeichnete er in Carisbrooke Castle für die Schotten den Vertrag mit Karl I., der als „Zusammenarbeit“ (engagement) bekannt wurde, und half den zweiten englischen Bürgerkrieg zu organisieren.
1648 flüchtete er in die Niederlande. Im folgenden Jahr erbte er aufgrund der Hinrichtung seines Bruders das Dukedom of Hamilton, was ihn damit unter den Royalisten im Exil zu einer wichtigen Persönlichkeit machte. Hamilton kehrte 1650 mit König Karl II. nach Schottland zurück. Eine Verständigung mit dem Marquess of Argyll ließ er scheitern, indem er an seinen Ansprüchen festhielt, um dem Vorhaben des Königs nicht zu schaden.
Er zog sich aus dem politischen Alltag zurück, bis die Schotten im dritten englischen Bürgerkrieg in England einmarschierten, bei der als Oberst ein Truppenteil mit seinen Untergebenen anführte. Er starb an den Folgen der Verwundungen, die er sich in der Schlacht von Worcester zugezogen hatte. 
William war verheiratet mit Elizabeth, Tochter des James Maxwell, 1. Earl of Dirletoun. Keines der fünf Kinder dieser Ehe erreichte das Erwachsenenalter. Das Dukedom of Hamilton wurde der ältesten überlebenden Tochter des 1. Dukes, Anne, übertragen, die aus eigenem Recht zur 3. Duchess of Hamilton aufstieg.